# Jules Coppée
Pour les articles homonymes, voir Coppée.
 Jules Coppée, né à Tongrinne le 5 juin 1837 et mort à Saint-Gilles (Bruxelles) le 30 mars 1906, est un médecin et un homme politique belge libéral.

## Biographie
Jules Alexandre Joseph Coppée, né à Tongrinne le 5 juin 1837, est le fils François-Joseph Coppée, receveur des impôts, et de Virginie Descamps. Il s'est marié avec Ernestine Flore puis avec Odile Jaumotte.
En 1863, il obtient le diplôme de docteur en médecine à l'Université catholique de Louvain et s'établit comme médecin à Jumet en 1866.
Il se lance dans la politique locale en étant élu conseiller communal de Jumet de 1872 à 1895 et étant nommé échevin de l'Instruction publique de 1879 à 1895. Il développe considérablement les écoles publiques officielles de Jumet les faisant passer d'une seule école primaire à sept écoles primaires pour garçons et sept écoles primaires pour filles, 17 cours d'adulte, six écoles gardiennes et quatre classes ménagères. Il est le fondateur de l'École normale des instituteurs.
De 1885 à 1892, il est également conseiller provincial du Hainaut.
En 1892, il succède à Léopold Fagnart comme député libéral de l'arrondissement électoral de Charleroi à la Chambre des représentants et ce jusqu'en 1894,, .
Il était également administrateur des :
- Usines Wattelaer-Francq à Roux,
- Verreries des Hamendes L. Lambert,
- Charbonnages du Nord de Gilly.

À la suite de son décès à Saint-Gilles (Bruxelles) le 30 mars 1906, ses funérailles sont célébrées à Saint-Gilles et il est inhumé au cimetière de Jumet.

## Hommage et distinction
Une « rue Jules Coppée » perpétue sa mémoire à Jumet.
Le roi Léopold II lui a décerné la distinction suivante :
- Médaille civique de 1ère classe en 1867 (Belgique).